# 卧龙桥
卧龙桥位于浙江省嘉兴市嘉善县西塘镇朝南埭社区北栅街144号东（北栅市河口）。
卧龙桥是一座单孔石拱桥，为西塘古镇最高的石桥，高5.5米，长31.46米，宽5米。该桥建于清康熙五十八年（1719年），咸丰二年（1852年）重建。
2011年1月7日，卧龙桥作为西塘建筑群的子项，公布为第六批浙江省文物保护单位。